# Прямокутна функція

Прямокутна Функція

Прямокутна Функція, одиничний імпульс, прямокутний імпульс, або прямокутне вікно — кусково-стала функція, що визначається як:
{\displaystyle \mathrm {rect} (t)=\sqcap (t)={\begin{cases}0,&|t|>{\frac {1}{2}}\\[3pt]{\frac {1}{2}},&|t|={\frac {1}{2}}\\[3pt]1,&|t|<{\frac {1}{2}}\end{cases}}}
Іноді значення функції в точках {\displaystyle \mathrm {rect} (\pm {\tfrac {1}{2}})} може визначатися як 0 або 1.
Інше визначення Функції через Функцію Гевісайда,  {\displaystyle \theta (t)}:
{\displaystyle \mathrm {rect} \left({\frac {t}{\tau }}\right)=\theta \left(t+{\frac {\tau }{2}}\right)-\theta \left(t-{\frac {\tau }{2}}\right)}
або по іншому:
{\displaystyle \mathrm {rect} (t)=\theta \left(t+{\frac {1}{2}}\right)-\theta \left(t-{\frac {1}{2}}\right)}

## Властивості
- Інтеграл прямокутної Функції:

{\displaystyle \int \limits _{-\infty }^{\infty }\mathrm {rect} (t)\,dt=1}
- Похідна прямокутної функції рівна 0, окрім точок {\displaystyle (\pm {\tfrac {1}{2}})}, де її не існує в класичному розумінні.

Якщо розглядати узагальнені функції по похідна прямокутної функції запишеться через дельта-функцію Дірака:
{\displaystyle \operatorname {rect} \,'(t)=\delta \left(t+{\frac {1}{2}}\right)-\delta \left(t-{\frac {1}{2}}\right)}
- Перетворення Фур'є прямокутної Функції

{\displaystyle \int _{-\infty }^{\infty }\mathrm {rect} (t)\cdot e^{-i2\pi ft}\,dt={\frac {\sin(\pi f)}{\pi f}}=\mathrm {sinc} {(\pi f)},\,}
для звичайної частоти f, і
{\displaystyle {\frac {1}{\sqrt {2\pi }}}\int _{-\infty }^{\infty }\mathrm {rect} (t)\cdot e^{-i\omega t}\,dt={\frac {1}{\sqrt {2\pi }}}\cdot {\frac {\mathrm {sin} \left(\omega /2\right)}{\omega /2}}={\frac {1}{\sqrt {2\pi }}}\mathrm {sinc} \left(\omega /2\right),\,}
для кутової частоти ω, де у формулах є ненормалізована версія функції sinc.
дійсно
{\displaystyle {\begin{aligned}{\mathcal {F}}(\mathrm {rect} )(f)&=\int _{-\infty }^{+\infty }{\mathrm {rect} {\rm {e}}^{-{\rm {i}}2\pi ft}\,\mathrm {d} t}\\&=\int _{-1/2}^{1/2}{\rm {e}}^{-{\rm {i}}2\pi ft}\,\mathrm {d} t\\&={\frac {1}{-2{\rm {i}}\pi f}}\left[{\rm {e}}^{-{\rm {i}}2\pi ft}\right]_{-1/2}^{1/2}\\&={\frac {1}{2{\rm {i}}\pi f}}\left({\rm {e}}^{{\rm {i}}\pi f}-{\rm {e}}^{-{\rm {i}}\pi f}\right)\\&={\frac {1}{\pi f}}\sin \left(\pi f\right)\\&=\mathrm {sinc} \left(\pi f\right).\end{aligned}}}
- Навпаки для нормованої функції sinc перетворення Фур'є рівне прямокутній функції:

{\displaystyle \int \limits _{-\infty }^{\infty }\mathrm {sinc} (t)\,e^{-2\pi ift}dt=\mathrm {rect} (f)},
- Прямокутна функція рівна границі раціональних функції:

{\displaystyle \mathrm {rect} (t)=\lim _{n\rightarrow \infty ,n\in \mathbb {(} Z)}{\frac {1}{(2t)^{2n}+1}}}
- Трикутна функція може бути визначена як згортка двох прямокутних Функцій:

{\displaystyle \mathrm {tri} (t)=\mathrm {rect} (t)*\mathrm {rect} (t)\;}

## Використання в теорії ймовірностей
Якщо розглядати прямокутну функцію як функцію густини ймовірності, то вона задає окремий випадок неперервного рівномірного розподілу з {\displaystyle a,b=-{\frac {1}{2}},{\frac {1}{2}}}. Характеристична функція для неї рівна:
{\displaystyle \varphi (k)={\frac {\sin(k/2)}{k/2}},\,}
а твірна функція моментів:
{\displaystyle M(k)={\frac {\mathrm {sinh} (k/2)}{k/2}},\,}
де {\displaystyle \mathrm {sinh} (t)} — гіперболічний синус.